# Wielersport op de Middellandse Zeespelen 1955
Wielersport is een van de sporten die beoefend werden tijdens de Middellandse Zeespelen 1955 in Barcelona, Spanje. Er waren twee onderdelen, alle voor mannen.

## Uitslagen
| Event              | Goud               | Goud    | Zilver          | Zilver  | Brons         | Brons   |
| ------------------ | ------------------ | ------- | --------------- | ------- | ------------- | ------- |
| Wegrit individueel | Giuseppe Fallarini | 4:33.00 | Pietro Chiodini | 4:33.30 | Giorgio Godio | 4:37.20 |
| Wegrit team        | Italië             | 10 ptn  | Frankrijk       | 40 ptn  | Spanje        | 51 ptn  |

## Medaillespiegel
| Plaats | Land      | Goud | Zilver | Brons | Totaal |
| 1      | Italië    | 2    | 1      | 1     | 4      |
| 2      | Frankrijk | 0    | 1      | 0     | 1      |
| 3      | Spanje    | 0    | 0      | 1     | 1      |
| Totaal | Totaal    | 2    | 2      | 2     | 6      |

1955 · 1959 · 1963 · 1967 · 1971 · 1975 · 1979 · 1983 · 1987 · 1991 · 1993 · 1997 · 2001 · 2005 · 2009 · 2013 · 2018 · 2022
Atletiek · Basketbal · Boksen · Gewichtheffen · Gymnastiek · Hockey · Paardensport · Roeien · Rolhockey · Rugby · Schermen · Schietsport · Schoonspringen · Voetbal · Waterpolo · Wielersport · Worstelen · Zeilen · Zwemmen